# Ialomița (županija)
Ialomița je županija u Rumunjskoj, u njenoj povijesnoj pokrajini Muntenia. Upravno središte županije je grad Slobozia.

## Demografija
Po popisu stanovništva iz 2002. godine, ukupno u županiji Ialomita živi 296.572 stanovnika, a gustoća naseljenosti je 67 st/km².
Rumunji čine 95,6% stanovnika županije, a najveća nacionalna manjina su Romi (4,1%).
| Godina | Ukupno stanovnika |
| ------ | ----------------- |
| 1948.  | 244.750           |
| 1956.  | 274.655           |
| 1966.  | 291.373           |
| 1977.  | 295.965           |
| 1992.  | 306.145           |
| 2002.  | 296.572           |

## Geografija
Ukupna površina županije je 4.453 km². 
Županija se nalazi u Baragan nizini, koja je ispresijecana mnoštvom rječica. Istočna granica županije je rijeka Dunav.

### Susjedne županije
- Constanța na istoku.
- Ilfov na zapadu.
- Brăila, Buzău i Prahova na sjeveru.
- Călăraşi na jugu.

## Administrativna podjela
Županija je podijeljena na 3 municipije, 4 grada i 57 općina.

### Municipiji
- Slobozia - glavni grad; stanovnika: 56.913
- Feteşti - stanovnika: 34.076
- Urziceni

### Gradovi
- Amara
- Căzăneşti
- Fierbinți-Târg
- țăndărei

### Općine
| - Adâncata - Albeşti - Alexeni - Andrăşeşti - Armăşeşti - Axintele - Balaciu - Bărcăneşti - Borăneşti - Borduşani - Brazii - Bucu - Bueşti | - Ciocârlia - Ciochina - Ciulnița - Cocora - Cosâmbeşti - Coşereni - Drăgoeşti - Dridu - Făcăeni - Gârbovi - Gheorghe Doja - Gheorghe Lazăr - Giurgeni | - Grindu - Grivița - Gura Ialomiței - Ion Roată - Jilavele - Maia - Manasia - Mărculeşti - Mihail Kogălniceanu - Miloşeşti - Moldoveni - Movila - Movilița | - Munteni-Buzău - Ograda - Perieți - Platoneşti - Reviga - Roşiori - Sălcioara - Sărățeni - Săveni - Scânteia - Sfântu Gheorghe - Sineşti - Stelnica | - Sudiți - Traian - Valea Ciorii - Valea Măcrişului - Vlădeni |